# Spring!
Spring! är ett tävlingsprogram som vars första säsong sändes i TV4 under hösten 2015.
Programmets upplägg liknar de två tidigare TV4-programmen På rymmen och Position X, som gick ut på att olika par beger sig ut på rymmen (här benämnt "springer") och får efter sig två kändisar (jagare) vars mål är att hitta springarna genom att smygfilma dem. Springarna ska å sin sida göra allt för att undvika att bli smygfilmade av jagarna samtidigt som olika uppdrag ska utföras. Genom att utföra uppdragen kan rymmarna tjäna pengar. Uppföljaren till de två tidigare programmen döptes till Spring och har samma utgångsregler dock med ett par större förändringar.
Inför programseriens start genomfördes en pilotserie.

## Tävlingsupplägg[3]
De tävlande i programmet består av par i olika konstellationer som sambos, särbos, bästa vänner, arbetskollegor, släktingar etc. Dessa kallas för springare som har i uppdrag att göra allt de kan för att inte bli smygfilmade av två kändispar som jagar dem. Varje dag får springarna ett uppdrag som ska genomföras den dagen i en svensk stad. Om uppdraget genomförs och blir godkänt av tävlingsledningen vinner Springarna belöningar i form av dagsvinst på 20 000 kr, men det kan också bli tal om större vinstsummor. Under sändningsveckorna pågår tävlingen under dagtid mellan söndag och torsdag, för att sedan ha en avgörande veckofinal på lördagar där ett par tvingas lämna tävlingen.

## Skillnader mellanSpring!ochPå rymmen
Spring! liknar mycket programmet På rymmen som sändes i tre säsonger i TV4 mellan åren 1997 och 1999. Det finns både likheter och skillnader som redovisas här nedanför:

### Likheter
- Rymmarna/springarna tävlar i par och dessa jagas av kändisar.
- Kändisarnas uppgift är att smygfilma springarna/rymmarparen.
- Rymmarna/springarna utför uppdrag där de kan tjäna pengar om uppdragen fullföljs korrekt.
- Enda gången deltagare kan "åka ut" är i veckofinalen.
- Deltagarna får bara ha med sig en viss mängd med kläder och personliga tillhörigheter.
- Om ett springarpar/rymmarpar stöter ihop med en jagare/ett jagarpar måste jagaren/jagarparet ta en time-out medan springar/rymmarparet får fortsätta tävla direkt.

### Skillnader
| Händelse                       | Regel i Spring | Regel i På rymmen |
| ------------------------------ | --- | --- |
| Antalet par                    | Mellan 3 och 4 par per program (undantaget i finalen). | Det var alltid två par oavsett program. |
| Antalet jagare                 | Totalt fyra kändisar i varsitt par som får jaga alla springarparen. | Två kändisar men dessa jagade enskilt varsitt rymmarpar. |
| Veckofinaler                   | Om två eller fler springarpar hittas under livejakten är det tittarna som avgör genom röstning vilket par som ska åka ut. Om bara ett springarpar hittas är det detta par som åker ut. I finalen gäller dock det omvända då tittarna röstar fram ett vinnarpar. | Rymmarparen som hittades av sin jagare under livejakten i veckofinalen fick lämna tävlingen. Annars fick man fortsätta rymma. |
| Veckoersättning                | 1000 kr per vecka | 1800/600/1200 kr per vecka (summan varierades i säsongerna och betalades ut dagligen istället för veckovis) |
| Livesändningar                 | Varje par följs av en kameraman som filmar hela tiden och denna sändning finns att tillgå på TV4 Play. | Paren filmade själva med videokameror och skickade sedan in banden till TV4. |
| Uppdragsvinst (lyckat uppdrag) | Mellan 10 och 20 000 kronor per dag (samma summa varje vecka). | Första veckan 5 000 kronor per dag, därefter 10 000, 20 000 och 30 000 per dag ju fler veckor paren lyckades rymma. |
| Utbetald vinstsumma            | Endast vinnarparet i finalen får ut sin intjänade totalsumma från uppdragen. | Ett par som blev hittade under en veckofinal fick behålla summan de hade tjänat ihop till fram till föregående tävlingsvecka. Däremot försvann summan som hade tjänats in för den aktuella veckans tävling (utom eventuella riskbonusar). |

## Säsong 1
Första säsongen sändes i TV4 och TV4 Play mellan den 16 augusti och 10 oktober 2015. Uppdragsjakten direktsändes i TV4 Play söndag-torsdag mellan ca 10.00 och 17.00, med kommentarer av André Nyström medan veckofinalen sändes på lördagar från Frihamnen i Stockholm mellan kl. 20.00 och 21.30 med Pär Lernström som programledare och Tina Thörner som spaningsledare.
Totalt deltog nio springarpar och 32 kändisjagare i programmet.

### Tävlande

#### Jagare[5]
| Dag 1-6                                                                 | Dag 7-12                          | Dag 13-18                        | Dag 19-24                                 | Dag 25-30                             | Dag 31-36                             | Dag 37-42                              | Dag 43-48                             |
| ----------------------------------------------------------------------- | --------------------------------- | -------------------------------- | ----------------------------------------- | ------------------------------------- | ------------------------------------- | -------------------------------------- | ------------------------------------- |
| - Ellen Bergström - Ace Wilder (Dag 1-2, 6) - Kajsa Bergström (Dag 3-5) | - Staffan Olsson - Stefan Lövgren | - Johan Östling - Björn A. Ling  | - Tony Irving - Cecilia Ehrling           | - Johan Jureskog - Christian Hellberg | - Erik Ekstrand - Mackan Edlund       | - Samir Badran - Simon Kachoa          | - Magnus Carlsson - Jessica Andersson |
| - Björn Ferry - Patrik Sjöberg                                          | - Sanna Lundell - Ann Söderlund   | - Alhaji Jeng - Christian Olsson | - Christopher Martland - Johan Gunterberg | - Aris Sanchez - Cecilia Benjaminson  | - Linus Svenning - Paulina Danielsson | - Hannah Graaf Karyd - Magdalena Graaf | - Willy Björkman - Matte Carlsson     |

#### Springare[6]
| Dag 1-6 (Svarta laget)                                                                                                   |
| --- |
| - Anders Turesson, 40 år, Hova - Johan Nylinder, 37 år, Kolmården                                                        |
| Dag 1-12 (Vinröda laget)                                                                                                 |
| - Alexandra Wall, 25 år, Karlskoga - Evelina Strandberg, 26 år, Eskilstuna                                               |
| Dag 1-18 (Lila laget) |
| - Ashna Rasoal, 26 år, Stockholm - Sheila Rasoal, 23 år, Västerås                                                        |
| Dag 1-42 (Ljusblåa laget)                                                                                                |
| - Björn Daniels, 23 år, Orsa - Julius Aspman, 24 år, Orsa (Dag 1-24, 27-42) - Jesper Norén, 25 år, Stockholm (Dag 25-26) |
| Dag 7-48 (Gröna laget)                                                                                                   |
| - Christer Wigström, 39 år, Trosa - Lisbeth Wigström, 63 år, Stockholm                                                   |
| Dag 19-24 (Gråa laget)                                                                                                   |
| - Joakim Johansson, 30 år, Falun - Daniel Sjögren, 30 år, Falun                                                          |
| Dag 19-48 (Mörkblåa laget)                                                                                               |
| - Andreas Nordström, 28 år, Luleå - Emelie Nevanperä 25år, Luleå                                                         |
| Dag 25-30 (Gula laget)                                                                                                   |
| - Amina El Mallah, 24 år, Stockholm - Lena Helt, 49 år, Stockholm                                                        |
| Dag 31-36 (Bruna laget)                                                                                                  |
| - Besim Celik, 50 år, Örebro - Natasha Anderlund, 26 år, Stockholm                                                       |